# Disternich (Euskirchen)
Disternich este un cartier situat în sudul orașului Euskirchen care, împreună cu cartierele Kessenich (Euskirchen) și Rüdesheim (Euskirchen),  este printre cele mai vechi cartiere ale orașului. El a fost integrat la orașul Euskirchen în anul  1302, poarta Disternicher Torwall este amintită încă din anul 870,  actual locul se află pe teritoriul parcului Schiller.